# XREA
XREA（エクスリア）は、GMOデジロックが運営する、共有型の無料および有料ウェブレンタルサーバサービス。

## 概要
XREA は eXtreme Realm for Experts and All の略である。
無料サービスが中心だが、有料サービスに XREA+（旧・有料広告免除サービス）がある。サーバスペックがさらに強化された上位プランにValue Server・コアサーバー・Oneレンタルサーバーがある。
別サービスの バリュードメイン にて独自ドメインを取得することで、XREAで独自ドメインのウェブサイトやメールアカウントを使用することが可能(レジストラがバリュードメイン以外のドメインでも、AレコードをXREAのものに設定するか、バリュードメインのネームサーバーを設定することで利用可能)。
運営スタッフによる公式なサポートは、サービス開始当初はプライベートなやりとりを除きサポート掲示板に重点が置かれ、ユーザー同士の助け合いが中心だった。2008年中頃以降はスタッフが掲示板上のユーザーの書き込みに返信することは一切なく、障害などスタッフの手助けが必要な対応以外のサポートが手薄になり、またサポート掲示板もスパム投稿で荒れ、お問い合わせフォーム上でのやりとりが中心となった。運営会社がGMOインターネットグループになったことを機に、2013年8月には旧サポート掲示板が閉鎖され、新しいサポート掲示板に移行。かつてのような積極的な公式サポートが再開され、サーバも刷新された。

## サービス内容
通常のウェブホスティングサービスのほかに、iモードなどの携帯電話向けコンテンツ専用サーバ（募集終了）、Mail&Backup（メールサーバ専用）、Yahoo!ジオシティーズからの移行者専用サーバ（募集終了）がある。

### スペック
- OS： CentOS[1]
- CPU・メモリ： AMD EPYC 7763(64C128T)、1TB
- 補助記憶装置： SSD RAID10
- ウェブスペース： XREA Free 10GB、XREA+ 200GB
- 転送量上限（1日）： XREA Free 5GB、XREA+ 無制限
- 設置場所： GMOインターネットのデータセンタ内
- 回線速度： 10Gbps
- ウェブサーバー： Apache 2.4系
- メールサーバー： qmail+vpopmail
- データベース： MySQL 10.6.22-MariaDB、PostgreSQL 14.18、SQLite3.26.0
- CGI： Perl5.26.3、PHP8.3/8.2/8.1/8.0/7.3/7.2/7.1/7.0/5.6、Ruby3.0.2p107、Python3.6.8、C(コンパイル済のもののみ動作可)
- ウェブメール： SquirrelMail、Roundcube

### ウェブホスティング
- 募集時に申し込むことでサービス開始。
- 無料サーバは常時募集ではなく、無料サーバが開放されてから定員に達するまでの期間限定である。有料サーバのお試しアカウントは常時取得可能。
- 有料サービスのXREA+（旧 広告免除サービス）契約者は、広告掲載が必要ないほか、一部機能の優遇・制限の緩和等の措置がある。
- XREA+ 契約者は、契約期間終了後に自動的に無料サービスへ移行される。
- URLは http://(ID).s(サーバ番号).xrea.com/ (通常サーバ) 、または http://(ID).k(サーバ番号).xrea.com/ (携帯用サーバ)、またはhttp://(ID).m(サーバ番号).xrea.com/ (Mail&Backup用サーバ)、またはhttp://(ID).g(サーバ番号).xrea.com/ (ジオシティーズ移行者専用サーバ)
- CGI(Perl5.8・Ruby・Python・C・PHP7.1/7.0/5.6/5.5/5.4/5.3)・SSI  が利用可能。
- データベースが利用可能 (MySQL・PostgreSQL・SQLite)。
- SSHが使用可能。
  - ただし機能限定であり、データベースを管理する目的のみ使用可能。
- .htaccessが利用可能。
- FTPでのアップロードが可能。ファイルマネージャ機能対応。
- バナー広告が、ページ上部に自動挿入される。
  - 広告の挿入位置は上部強制ではなく、ページデザインに応じて所定のルール内で任意の箇所に挿入可能。
- 独自ドメインを利用可能。
  - ドメインはサブドメインを含む10個まで、XREA+は64個（CatchAllも使用可能）まで運用可能。
  - 独自ドメインのメールアカウントを100個まで作成可能（無料アカウントでは同一アカウント内でウェブサイトとの併用が必須）。
- 全文検索システムNamazuを利用可能。
- XREA+ のみCronを利用可能。

## 歴史
- 2001年7月20日 - MySuite.netにてウェブチャット・カウンターの貸出を開始
- 2001年8月2日 - XREAで無料サーバスペースの貸し出し開始。
- 2001年12月22日 - 無料広告免除サービス（ボランティア団体などに広告掲載を免除する制度）の申請受け付け開始。
- 2001年12月18日 - ドメインウェブ（独自ドメイン）に対応。
- 2002年1月 - MySuite.netを吸収し、ウェブチャット・カウンターサービスの運営を引き継ぐ。
- 2002年1月5日 - XREA MyDOMAIN（現在のVALUE-DOMAIN）で、無料プライマリ・セカンダリネームサーバー提供サービスを開始。
- 2002年1月31日 - 複数の独自ドメインに対応。
- 2002年2月18日 - XREA MyDOMAINで独自ドメイン登録サービスのテスター募集開始。
- 2002年4月18日 - Digi-Rock Officeが運営していた逆アクセスランキングサービスのMY-RANKINGの運営を引き継ぐ[2]。
- 2002年8月1日 -  XREA MyDOMAINを、VALUE-DOMAINに名称変更。
- 2002年9月12日 - 有料広告免除サービスのサービス受付開始。
- 2003年7月8日 - モジュール版PHPへの変更作業開始。
- 2003年12月1日 - 有料広告免除サービスのディスク容量が 300MB に拡張。
- 2003年7月13日 - ウェブメールの提供開始。
- 2004年1月23日 - ポップアップ型広告の新規提供終了。
- 2004年3月6日 - 受信メールに対するスパムフィルター（SpamAssassin）導入。
- 2004年5月15日 - 受信メールに対するウイルスフィルター導入。
- 2004年6月1日 - 有料広告免除サービスのディスク容量が 500MB に拡張。
- 2004年11月 - WebMoney決済に対応。
- 2004年12月1日 - 有料広告免除サービスのディスク容量が 1000MB に拡張。
- 2004年12月9日 - データベースの作成可能数が従来の1個から5個に拡張（有料広告免除ユーザー限定）。
- 2005年2月8日 - ファイルマネージャの提供開始。
- 2005年3月15日 - FTPS（FTP on SSL）に対応。
- 2005年9月2日 - 手動で貼り付ける広告の制約強化。目立たない場所に貼ることができなくなった。
- 2005年11月 - 公式サイトを水色を基調としたデザインに変更。
- 2005年11月頃 - 1日あたりの転送料の目安が従来の3倍である 3000MB に拡張。
- 2006年1月 - 有料広告免除サービスの名称を「XREA+」に変更。
- 2006年10月1日 - XREA+のディスク容量を2000MB に拡張。
- 2007年5月10日 - ウェブホスティング機能を省き、メールとバックアップスペースに特化した「Mail & Backup」の提供開始。
- 2007年8月2日 - 上位プランである CORESERVER のサービス提供開始。
- 2007年11月1日 - XREA+のディスク容量を3000MBに拡張。
- 2008年2月1日 - 携帯電話向けウェブメールのサービス提供開始。
- 2012年3月～5月 - 大幅な増強メンテナンスを実施。サーバを仮想化し、サーバの設置場所を自社内からGMOインターネットの東京のデータセンタに移行[3]。全サーバーのハードウェアとIPアドレスが変更された。
- 2012年11月1日 - XREA+のディスク容量を10GBに拡張。
- 2013年5月30日 - 公式サイトを濃紺を基調としたデザインに変更。
- 2014年12月～2015年6月 - ソフトウェアの大幅アップデート。
- 2016年10月28日 - 公式サイトをマルチデバイス対応させてリニューアル。ライブチャットでのサポートにも対応。
- 2017年2月26日～4月2日  - 全サーバーのハードウェア・ソフトウェアとIPアドレスを変更。サーバの設置場所をGMOインターネットの大阪のデータセンタに変更[3]。XREA+のディスク容量・1日の転送量上限を64GBに拡大。
- 2017年8月8日 - Let's Encryptを利用した、独自SSLの無料提供を開始。
- 2017年12月25日 - コントロールパネル用APIを公開。
- 2021年9月24日 - 7世代の有料バックアップサービスを開始。
- 2023年10月10日 - XREA Freeのディスク容量を10GBに拡張。

## セキュリティ問題
2008年6月、複数ある無料アカウント向けの広告配信用サーバのうちの1台（さくらインターネットのレンタルサーバ）に、広告の一部としてオンラインゲーム「リネージュ」のIDを盗み出すウイルスをダウンロードさせようとするリンクが仕込まれる。また、運営者側での事態の把握・対処が遅れたため一部のユーザーで騒動となり、INTERNET Watchに報じられた。なおこれに先立つ6月3日に、さくらインターネットのサーバがクラッキングされ、複数のレンタルサーバに不正なコードが埋め込まれる被害があったことが公表されたが、これとの関連は不明。
また2009年7月、VALUE DOMAINのログインフォーム、AccessAnalyzerのトップページ・管理ページ全般に、Internet Explorerでアクセスすることによりウイルスが意図せずダウンロードされてしまう、ActiveXの脆弱性を用いた不正なJavaScriptが挿入される改竄が発覚。大手プロバイダSo-netやスキャン・ネットセキュリティなど多数のニュースサイトで報じられた。
公式のアナウンスによると、ともに外部受託業者から管理パスワードが漏れたのが原因である。
なお当時のデジロックの社員は2人だけで、管理・サポート業務などを外部委託していたため管理が行き届かなかったことが根本的な原因である。その後、デジロックは2011年7月にGMOインターネットグループに入ることになり、社員の増員と管理・サポートの強化が行われた。これ以降は大きなセキュリティ問題は報告されていない。